# Lucien Bechmann

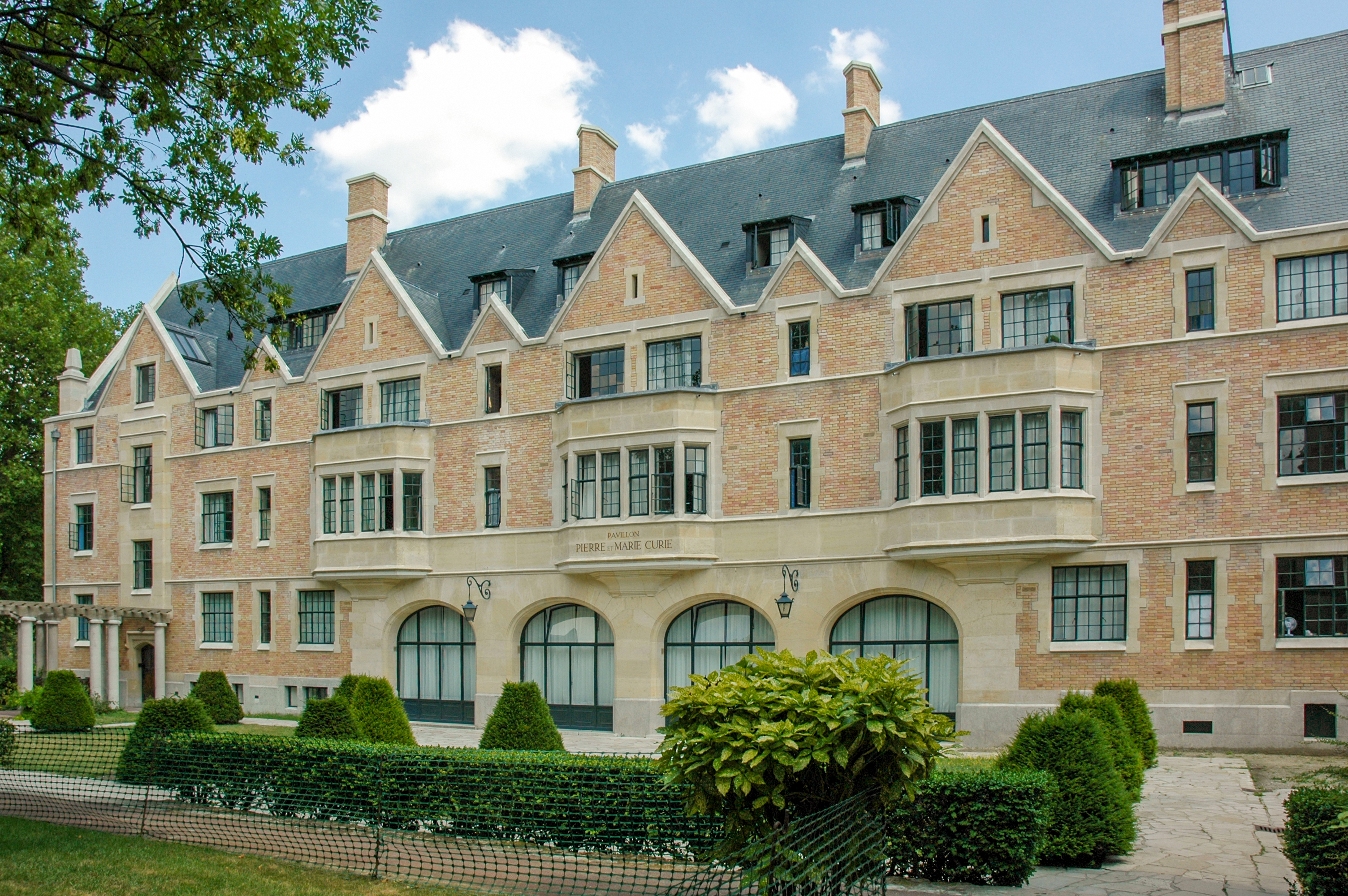
Fondation Deutsch de la Meurthe in der Cité Internationale Universitaire de Paris

Lucien Adolphe Bechmann (* 25. Juli 1880 in Paris; † 29. Oktober 1968 ebenda) war ein französischer Architekt, der in Paris das Hôpital Rothschild, die Synagoge Chasseloup-Laubat und das Shell-Gebäude in der Nähe der Avenue des Champs-Élysées gebaut hat.

## Familie
Lucien Bechmann entstammte einer jüdischen Familie und war der Sohn von Georges Bechmann (1848–1927), eines Ingenieurs der École polytechnique, der am Bau der Linie Nord-Süd der Pariser Métro beteiligt war. 1903 heiratete Lucien Bechmann Germaine Kapferer, mit der er fünf Kinder hatte, von denen zwei Architekten wurden: Geneviève Dreyfus Sée und Roland Bechmann.

## Laufbahn
1898 wurde Lucien Bechmann an der Kunsthochschule (École des Beaux-Arts) in Paris aufgenommen. Einer seiner Lehrer war Victor Laloux (1850–1937), der Architekt des Orsay-Bahnhofs (heute Musée d’Orsay) in Paris. Sein erstes Mietshaus baute Lucien Bechmann im Alter von 26 Jahren in Paris, in der Rue de Vignes Nr. 60, wo er auch seine Wohnung und sein Büro einrichtete. Das Gebäude war mit Gas, Strom, Aufzügen und Zentralheizung ausgestattet.
Ein großer Teil seiner Auftraggeber gehörte der jüdischen Gemeinde an, so Edmond de Rothschild, Pierre de Günzbourg oder Émile Deutsch de la Meurthe. 1906 reiste er im Auftrag von Edmond de Rothschild mit dem Arzt Léon Zadoc-Kahn nach England, Deutschland und Österreich und besuchte mit ihm die neuesten Krankenhäuser. Für Edmond de Rothschild realisierte er den Neubau des Hôpital Rothschild, das von dessen Vater Baron James de Rothschild 1852 gegründet worden war. Léon Zadoc Kahn war Chefarzt des Krankenhauses bis zu seiner Deportation 1942. Das Krankenhaus ist ein Ensemble von 13 einzelnen Pavillons, die aus Naturstein und Ziegel errichtet sind. Eine Konstruktion aus Naturstein und Ziegel ist auch die Synagoge Chasseloup-Laubat im 15. Arrondissement von Paris, die Lucien Bechmann ebenfalls im Auftrag von Edmond de Rothschild entwarf und die 1913 eingeweiht wurde. Für die Innenausstattung der Synagoge wie die Emporen und den offenen Dachstuhl der Laterne verwendete Bechmann eine Holzkonstruktion mit sichtbaren Balken.
1911 baute Lucien Bechmann für sich und seine Familie in Jouy-en-Josas, einem westlichen Vorort von Paris, ein Landhaus, Le Vallon, im normannischen Stil. Nach dem Vorbild seines eigenen Hauses entwarf er für Pierre de Günzbourg in Garches ein größeres Landhaus, Les Quatre Vents, eine Konstruktion aus teilweise verputzten Ziegeln und Fachwerk, in dem heute eine Musikschule untergebracht ist.

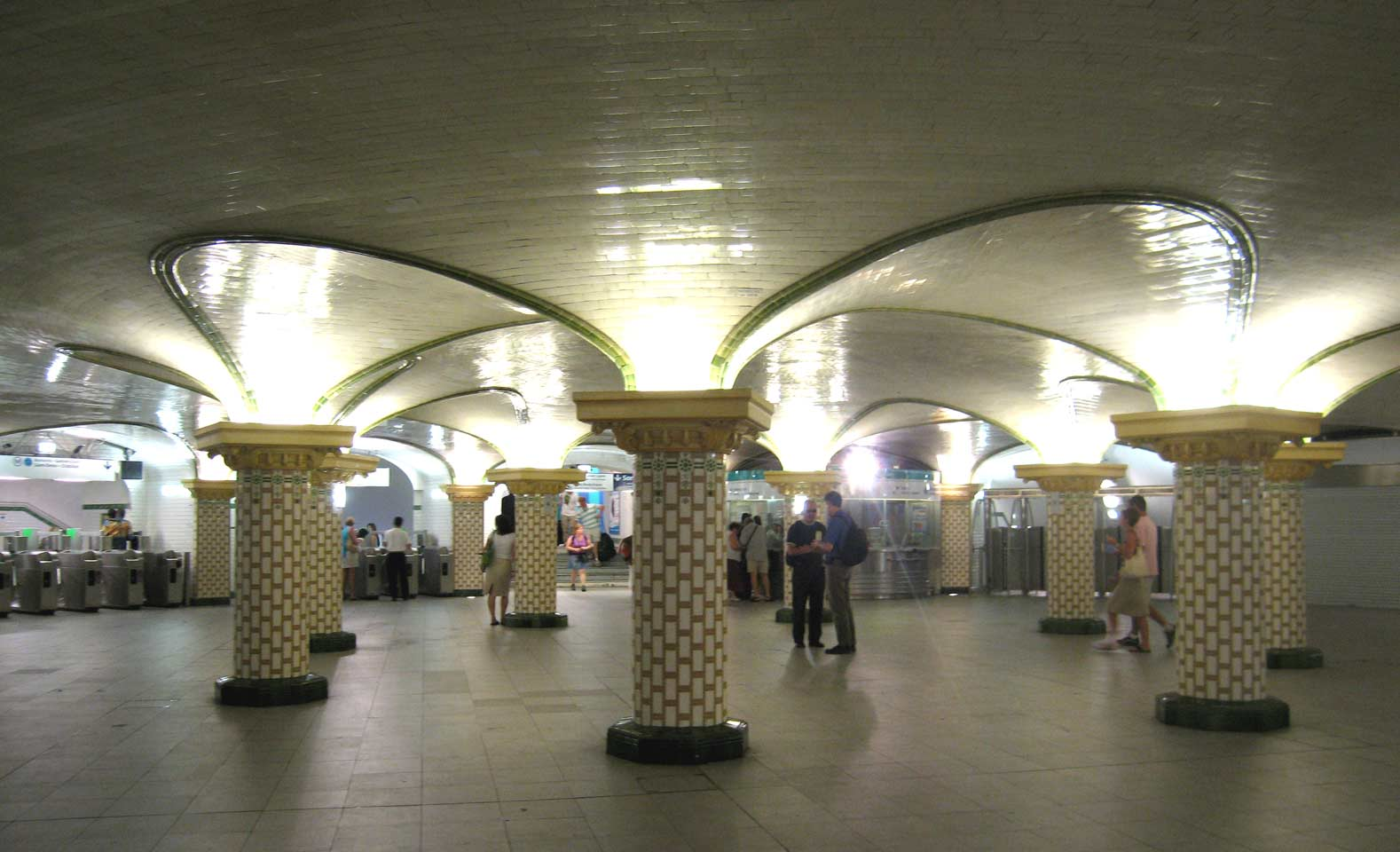
Métrostation Saint-Lazare

1912 bekam Lucien Bechmann von der Société du chemin de fer électrique souterrain Nord-Sud de Paris den Auftrag, unter der Place du Havre eine unterirdische Halle zu bauen für die Métrostation Saint-Lazare der Linie Nord-Süd, an deren Bau Luciens Vater mitgewirkt hatte.
Im Ersten Weltkrieg meldete sich Lucien Bechmann als Freiwilliger und nahm an der Schlacht um Verdun teil. 1917 wurde er mit dem Croix de guerre ausgezeichnet.
Nach dem Ersten Weltkrieg entstanden die nach Bechmanns Entwürfen aus Backstein errichteten Sozialwohnungen in der Rue Claude-Decaen im 12. Arrondissement, am Stadtrand von Paris. Von dem Mäzen Pierre de Günzbourg bekam Lucien Bechmann 1920 den Auftrag, für das Hôpital Saint-Michel im 15. Arrondissement einen Operationssaal zu bauen. Er versah ihn mit einer Glaskuppel, die von einer Besuchertribüne umgeben war, von der aus die Operation verfolgt werden konnte. Über Mikrophone wurden die Kommentare des Chirurgen weitergeleitet.
Sein umfangreichster Auftrag zwischen den zwei Weltkriegen war der Bau der Cité Internationale Universitaire de Paris, für die Lucien Bechman das Gesamtkonzept entwarf und die Pavillons der Fondation Émile und Louise Deutsch de la Meurthe und den Pavillon André Honnorat realisierte. Die Cité Internationale Universitaire geht auf eine Stiftung von Émile Deutsch de la Meurthe zurück, der 1922 der Universität von Paris zehn Millionen Francs für den Bau von 350 Studentenwohnungen spendete. Er wurde von dem damaligen Erziehungsminister André Honnorat unterstützt. Für den Bau stellte die französische Regierung ein Gelände von neun Hektar am Boulevard Jourdan, am südlichen Stadtrand von Paris, zur Verfügung. Die Anlage der Cité Universitaire war inspiriert von englischen und amerikanischen Campus-Hochschulen, die Lucien Bechmann auf einer Reise in die Vereinigten Staaten im November/Dezember 1927 kennenlernte. Ursprünglich stammte auch der Entwurf für das Hauptgebäude, Maison Internationale, von Lucien Bechmann. Das Gebäude wurde allerdings nach den Plänen eines amerikanischen Architekten realisiert, den der neue Geldgeber John D. Rockefeller durchsetzte. Bechmann blieb beratend tätig. Von 1932 bis 1933 errichtete er in der Cité Internationale Universitaire die Eingangspavillons und im Jahr 1950 ein weiteres Studentenwohnheim, die Fondation Victor-Lyon.
Eines der größten Bürogebäude in Paris war das Shell-Gebäude, das Lucien Bechmann in Zusammenarbeit mit dem Architekten Maurice Chatenay Anfang der 1930er Jahre zwischen den Straßenzügen Rue Washington, Rue d’Artois und Rue de Berri im 8. Arrondissement von Paris, in der Nähe der Avenue des Champs-Élysées, errichtete. Das Gebäude mit acht Stockwerken und einer Nutzfläche von 60 000 m² ist eine Konstruktion mit einem Kern aus Stahlbeton. Die Fassade, deren vertikale Linien von mächtigen Pfeilern betont werden, ist im Art-déco-Stil gestaltet. Jeder der sechs Innenhöfe hat eine Fläche von über 350 m², die Garagen bieten Platz für 300 Fahrzeuge. Beachtung fand damals vor allem seine Fertigstellung in nur 62 Arbeitstagen, drei Tage früher als geplant. Dies war möglich durch die Verwendung vorgefertigter Teile und die exakte Planung der Materiallieferung.
Die Jahre zwischen 1941 und 1944 verbrachte Lucien Bechmann im Dauphiné auf einem Bauernhof in der Nähe von Grenoble. 1946 wurde Lucien Bechmann zum leitenden Architekten für den Wiederaufbau im Département Nord ernannt. 1950 realisierte er in Douai ein Wohnhaus an der Place de la Gare. Eines seiner letzten Projekte, bei dem er mit seinem Sohn Roland Bechmann zusammenarbeitete, war die Gartenstadt Clos-d’Origny in Massy, ein Komplex von Sozialwohnungen im südwestlich von Paris gelegenen Département Essonne.

## Preise und Auszeichnungen
- 1911: Goldmedaille bei der Ausstellung in Turin
- 1912: Silbermedaille bei der Ausstellung in Gent
- 1917: Croix de guerre
- 1925: Chevalier (Ritter) der Légion d’honneur
- 1926: Prix Antoine-Nicolas Bailly der Académie d’architecture des Institut de France
- 1926: Goldmedaille der Société d’encouragment pour l’industrie nationale (Gesellschaft zur Förderung der nationalen Industrie)
- 1929: Grand Prix de Barcelone
- 1932: Chevalier des dänischen Danebrog-Ordens
- 1937: Officier der Légion d’honneur
- 1961: Ehrenmedaille der Académie royale d’architecture

## Bauwerke
- 1902–1904: Kinderkrippe im 13. Arrondissement von Paris
- 1905: Bauernhof in Boulains im Département Seine-et-Marne
- 1905–1906: Kindergarten in Schloss Boulains im Département Seine-et-Marne für Emile Deutsch de la Meurthe
- 1906–1907: Wohnhaus in der Rue des Vignes Nr. 60 im 16. Arrondissement von Paris
- 1907: Wohnhaus in der Rue des Vignes Nr. 67 im 16. Arrondissement von Paris
- 1907: Wohnhaus am Boulevard de Grenelle Nr. 19 im 15. Arrondissement von Paris
- 1908: Villa Mascart in Saint-Cloud im Département Hauts-de-Seine
- Um 1909: Arbeiterhäuser für Madame Philippi in Colombes im Département Hauts-de-Seine
- 1909–1914: Wohnhäuser Chemin de la Muette Nr. 1, 4, 6 im 16. Arrondissement von Paris
- 1910: Grab für Léon Lévy auf dem Friedhof ?
- 1910: Usine de bretzels (Bretzelfabrik) für M. Rudolph in der Rue de Lourmel Nr. 39 im 15. Arrondissement von Paris
- Um 1910: Rotunde der Metro in Billancourt
- 1911: Landhaus von Lucien Bechmann, Le Vallon, in Jouy-en-Josas im Département Yvelines
- Um 1911: Aluminiumschmelze in Saint-Ouen im Département Seine-Saint-Denis
- Um 1911: Krankenhaus von Montluçon
- 1911–1912: Wohnhaus in der Rue Lafayette Nr. 103 im 9. Arrondissement von Paris
- 1912: Unterirdische Halle der Métrostation Saint-Lazare unter der Place du Havre für die Compagnie Nord-Süd
- 1913: Villa Hirsch in der Rue Labordère Nr. 18 in Neuilly-sur-Seine im Département Hauts-de-Seine
- 1910–1913: Synagoge Chasseloup-Laubat im 15. Arrondissement von Paris
- 1910–1914: Hôpital Rothschild in der Rue Picpus Nr. 76 im 12. Arrondissement von Paris
- 1913–1920: Sozialwohnungen (HBM Claude-Decaen) in der Rue Claude-Decaen Nr. 72 und der Rue Tourneux im 12. Arrondissement von Paris
- 1913–1926: Werkstatt Œuvre d’assistance par le travail für David David-Weill und Gustave Marzbach in der Rue Durance Nr. 5 im 12. Arrondissement von Paris
- Um 1919: Autowerkstatt in der Rue de Passy Nr. 19 im 16. Arrondissement von Paris
- 1919–1921: Cottage (Landhaus) Les quatre vents in der Rue du 19 Janvier Nr. 60bis in Garches im Département Hauts-de-Seine
- 1919–1925: Le Toit familial (Familienwohnheim) in Saint-Germain-en-Laye im Département Yvelines
- 1920: Operationssaal des Hôpital Saint-Michel in der Rue Olivier-de-Serres im 15. Arrondissement von Paris
- 1922–1925: Fondation Émile und Louise Deutsch de la Meurthe in der Cité Internationale Universitaire de Paris (C.I.U.P.) im 14. Arrondissement von Paris
- 1923–1954: Gesamtentwurf für die Cité Internationale Universitaire de Paris
- 1923–1925: Villa Goldet in der Rue La Bruyère in Versailles im Département Yvelines
- 1924: Bürogebäude für die Société anonyme des Pétroles Jupiter in der Rue La Boétie im 8. Arrondissement von Paris
- 1924: Wohnhaus für Madame Behrendt in der Rue Maspéro Nr. 9–11 im 16. Arrondissement von Paris
- 1924: Wohnhaus in der Avenue du Maréchal-Maunoury im 16. Arrondissement von Paris
- 1924–1925: Wohnhaus in der Avenue Lowendal Nr. 8–10 im 7. Arrondissement von Paris
- 1926: Wohnhaus am Boulevard Murat Nr. 35 im 16. Arrondissement von Paris
- Um 1926: Cité-jardin (Gartenstadt) in Bièvres im Département Essonne
- 1927: Wohnhäuser am Boulevard Emile-Augier Nr. 1 im 16. Arrondissement von Paris
- 1927: Wohnhaus in der Rue du Conseiller-Collignon Nr. 23 im 16. Arrondissement von Paris
- 1928–1929: Wohnhaus in der Rue d’Andigné im 16. Arrondissement von Paris
- 1930: Bürogebäude von Shell in der Rue Washington Nr. 42, in der Rue d’Artois Nr. 45 und in der Rue de Berri Nr. 29 im 8. Arrondissement von Paris, mit Maurice Chatenay
- 1932–1933 Eingangspavillons der Cité Internationale Universitaire de Paris
- 1938: Bürogebäude der Firma Astra in Asnières-sur-Seine im Département Hauts-de-Seine
- 1939: Foyer d’enfants type 50 (Kinderheim)
- 1946: Wiederaufbau der Gebäude an der Place de la Gare in Douai
- 1950: Fondation Victor-Lyon in der Cité Internationale Universitaire de Paris
- 1951–1954: Cité-jardin Clos-d’Origny (Sozialwohnungen) in Massy im Département Essonne (mit seinem Sohn Roland Bechmann et J. Giraud).

## Schriften
- La Cité universitaire de Paris. Rapport présenté au Congrès international d’urbanisme. Strasbourg 1923.
- La Cité universitaire de Madrid. In: L’Architecture. Nr. 2, 1930, S. 45–48.
- A propos d’un grand chantier. L’immeuble Shell à Paris. In: L’Entreprise française. Mai 1931.
- La Cité universitaire de Paris. In: La Construction moderne. Dezember 1936.
- Quelques opinions sur la préfabrication et l’industrialisation du bâtiment. In: L’Architecture d’aujourd’hui. Nr. 4, 1946, S. 13.
- La Cité universitaire de Paris fête son jubilé. In: La Construction moderne. Nr. 6, Juni 1950, S. 212–222.
- L’Immeuble commercial Shell à Paris. In: Sciences et industrie. Mai 1953.